# Marek Szerszyński (kolarz)
Marek Szerszyński (ur. 8 października 1960 w Grucznie) – polski kolarz szosowy startujący w latach 80. i 90. ubiegłego stulecia. Zawodowiec w latach 1989–1993.

## Kariera amatorska
Był zawodnikiem klubu Gwardia Katowice. W 1985 i 1986 wystąpił w mistrzostwach świata, zajmując w wyścigu szosowym ze startu wspólnego kolejno miejsca 20 i 46. W mistrzostwach Polski zdobył brązowy medal w wyścigu szosowym ze startu wspólnego w 1985. Trzykrotnie startował w Wyścigu Pokoju, zajmując miejsca 26 (1985), 14 (1986) i 25 (1987).

## Kariera zawodowa
W 1989 został członkiem pierwszej polskiej zawodowej grupy kolarskiej Exbud Kielce. W 1990 został wicemistrzem Polski zawodowców w wyścigu szosowym ze startu wspólnego - były to pierwsze w historii odrębne mistrzostwa Polski dla kolarzy zawodowych. Trzykrotnie wystąpił w mistrzostwach świata. W wyścigu szosowym ze startu wspólnego nie ukończył wyścigu w 1989, a następnie zajął 13 (1990) i 49 (1991) miejsce. Startował w największych wyścigach kolarskich świata. W Tour de France w 1993 wycofał się po 9 etapie; w Giro d’Italia w 1991 zajął 48. miejsce, w 1992 był 60; w Vuelta a España w 1990 wycofał się w trakcie wyścigu, a w 1993 zajął 83. miejsce.

## Kariera trenerska
Po zakończeniu kariery sportowej był trenerem kolarstwa kobiecego, m.in. prowadził polską kadrę narodową (zrezygnował z tej pracy w 2004 po Igrzyskach Olimpijskich w Atenach). W latach 2002–2003 był menadżerem pierwszej polskiej zawodowej kobiecej grupy kolarskiej "Bonda-Łukowski", a w 2004 roku został trenerem innej kobiecej grupy kolarskiej - Start Peugeot Kita. Następnie pracował w komisji szosowej kobiet PZKol.